# Michael Madhusudan Dutt
Michael Madhusudan Dutt (Sagardanri, 1824 – Calcutta, 1873) è stato uno scrittore e poeta indiano di etnia bengalese.
Convertitosi dall'Induismo al Cristianesimo, iniziò a scrivere testi in inglese, poi iniziò a scrivere nella lingua madre.
Sarmistha e Padmabati vennero rappresentati come opere teatrali sulla falsariga delle rappresentazioni europee. I suoi poemi (come Tilottamasambhab) furono spesso attinenti alla tradizione bengalese, ma alcuni (come Meghnadbadh) si distinsero per la forte influenza del classicismo occidentale (specie quello virgiliano e omerico). Alcuni suoi scritti lirici presero spunto dal Romanticismo europeo di alcuni decenni prima; in queste opere, predominante è la tematica amorosa. 
In epoca tarda, dopo un viaggio in Europa, scrisse una raccolta di sonetti, Caturdaspadi Kabitabali.